# Forty Deuce
Forty Deuce es una película de drama de 1982 dirigida por Paul Morrissey. Apareció en Un Certain Regard en el Festival de Cine de Cannes en 1982.

## Elenco
- Orson Bean - Mr. Roper
- Kevin Bacon - Ricky
- Mark Keyloun - Blow
- Tommy Citera - Crank
- Esai Morales - Mitchell
- Harris Laskaway - Augie (como Harris Laskawy)
- John Ford Noonan - John Anthony (como John Noonan)
- Meade Roberts - Old John
- Yukio Yamamoto - Street Hustler
- Rudy DeBellis - Toilet John
- Steve Steinlauf - Hombre en Teléfono
- Susan Blond